# هنري هوكينز
هنري هوكينز (1876 - )  (بالإنجليزية: Henry Hawkins)‏ هو لاعب كريكت بريطاني.